# Bernard Wesphael

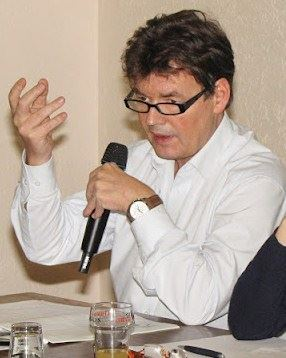
Bernard Wesphael, 2014

Bernard Wesphael (* 25. September 1958 in Waremme) ist ein belgischer Sozialpädagoge und ehemaliger Politiker der Partei Ecolo.

## Biographie
Bernard Wesphael wuchs im wallonischen Hespengau (Hesbaye) in der Provinz Lüttich in einer Zeit der Wirtschaftskrise auf, als zahlreiche Betriebe der Region schlossen. Mit 16 Jahren verließ er sein Elternhaus und ging zur belgischen Armee, wo er jedoch wegen Aufsässigkeit wiederholt im Militärarrest landete und schließlich unehrenhaft entlassen wurde. Er zog daraufhin für einige Monate in die Cevennen in Frankreich. Zurück in Belgien, war er sodann in Lüttich von 1979 bis 1987 als Sozialpädagoge in der Jugendarbeit und der offenen Sozialarbeit tätig. Er beteiligte sich an Protesten der antimilitaristischen und der Anti-Atomkraft-Bewegung. Von 1978 bis 1980 war er aktiv bei den Freunden der Erde (Amis de la Terre) Belgien.
Bernard Wesphael war 1980 Mitbegründer der ökologisch ausgerichteten Partei Ecolo. Bernard Wesphael wurde 1987 für Ecolo in den Provinzialrat von Lüttich gewählt und zog 1999 als Ecolo-Abgeordneter ins Wallonische Parlament ein. 2004 wurde er trotz eines für Ecolo und ihn persönlich enttäuschenden Wahlergebnisses erneut ins Wallonische Parlament gewählt. Bei den Wahlen 2009 erzielten er und Ecolo dagegen das beste Ergebnis ihrer Geschichte. Er wurde nunmehr Fraktionsvorsitzender von Ecolo im Wallonischen Parlament.
Innerhalb der Partei Ecolo galt Wesphael als „Fundi“ und stand Regierungsbeteiligungen kritisch gegenüber. Er gehörte Anfang 2015 in Belgien zu den schärfsten Kritikern des 2004 unterzeichneten Vertrags über eine Verfassung für Europa und lehnte ihn bei der Abstimmung als einziger wallonischer Abgeordneter ab. Er setzte sich stark für einen säkularen, laizistischen Staat im Gegensatz zur gültigen „staatlichen Neutralität“ ein.
2003 trat er auf dem Ecolo-Parteitag gemeinsam mit Paul Lannoye und Ann-Mary Francken für die kollektive Parteispitze an, doch errang das Trio lediglich 38,1 % der Stimmen. Einen erneuten Anlauf machte er zusammen mit Marie Corman auf dem Ecolo-Parteitag 2012, doch landete das Duo mit 15 % auf dem dritten und letzten Platz. Er scheiterte auch mit dem Versuch, Ecolo-Kandidat für die wallonische Parlamentspräsidentschaft zu werden, denn schließlich wurde Patrick Dupriez wallonischer Parlamentspräsident.
Enttäuscht über seine Isolation in der Partei, verließ er Ecolo am 26. März 2012. In der Folge wurde er von mehreren linken Parteien umworben, darunter die Partei der Arbeit Belgiens (Parti du Travail de Belgique) (PTB). Ebenso hatte er Kontakte zur französischen Linkspartei (Parti de Gauche) unter Vorsitz von Jean-Luc Mélenchon. Am 20. April 2012 gab er die Gründung einer „Linksbewegung“ (Mouvement de Gauche) bekannt.
Im September 2013 zog er sich aus dem Projekt der „Linksbewegung“ zurück, nachdem ihm Umfragen kaum ein Prozent der Stimmen vorausgesagt hatten und es zu Uneinigkeiten mit seinen Mitstreitern gekommen war. Im September 2017 verkündete er, eine neue politische Bewegung gründen zu wollen.

## Anklage wegen Mordes
Am 1. November 2013 wurde Bernard Wesphael auf Grund eines Haftbefehls durch einen Richter in Brügge in Haft genommen. Ihm wurde vorgeworfen, seine Ehefrau Véronique Pirotton, die er ein Jahr zuvor geheiratet hatte, in einem Hotel in Ostende ermordet zu haben. Drei Tage nach seiner Verhaftung wurde sein Haftbefehl durch das Gericht bestätigt. In der Zwischenzeit gab die Königliche Staatsanwaltschaft in Brügge (nl. Procureur des Konings, „Procurator des Königs“) bekannt, dass Véronique Pirotton laut Autopsiebericht am 31. Oktober 2013 durch Gewalteinwirkung zu Tode gekommen war. Bernard Wesphael wandte dagegen ein, dass er seine Frau tot im Badezimmer aufgefunden habe. Sie sei depressiv gewesen und habe sich offensichtlich das Leben genommen, indem sie sich einen Kunststoffbeutel über den Kopf zog.
Ein Gegengutachten der Verteidigung im April 2014 ergab, dass der Tod durch Vergiftung mit Medikamenten in Kombination mit Alkohol oder auch durch Erstickung eingetreten sein könne – versehentlich oder in der Absicht, sich das Leben zu nehmen. Dennoch wurde die Haft Bernard Wesphaels am 15. April 2014 verlängert.
Am 26. August 2014 wurde Bernard Wesphael durch Beschluss der Anklagekammer (Kamer van inbeschuldigingstelling) in Gent unter Auflagen freigelassen.
Am 15. September 2016 wurde die Hauptverhandlung vor dem Schwurgericht (cour d’assises) von Hennegau in Mons (Bergen) eröffnet. Am 6. Oktober 2016 wurde Bernard Wesphael wegen Zweifel an der Schuld freigesprochen.
Im Oktober 2016 kam zu dem Thema sein Buch Assassin („Mörder“) gleichzeitig auf Französisch und Niederländisch heraus.

## Familie
Bernard Wesphael hat zwei Kinder: eine ältere Tochter mit einer Bulgarin und einen jüngeren Sohn mit einer Beninerin.

## Werke
- Sauver l'Europe, oser dire non à la constitution, Luc Pire, 2005
- Une Wallonie verte. Le défi énergétique, source d'emplois durables et de solidarité, Etopia, 2009
- Changez tout, Couleurs Livres, 2011
- Assassin, Now Future Editions, 2016, ISBN 2960180402[33]